# Risto Jussilainen
Risto Jussilainen (n. 10 iunie 1975, Jyväskylä, Finlanda) este un săritor cu schiurile ce a reprezentat Finlanda, medaliat olimpic. A participat la 2 ediții ale Jocurilor Olimpice (2002, 2006) în care a câștigat o medalie de argint.